# Coffee and Cigarettes (film 2003)
Coffee and Cigarettes è un film indipendente del 2003 scritto e diretto da Jim Jarmusch, composto da undici cortometraggi, girati in periodi diversi, aventi come tema comune il momento tipico del caffè e della sigaretta.

## Genesi
Questo progetto di Jarmusch iniziò quando nel 1986 i produttori del programma televisivo Saturday Night Live chiesero a Jarmusch di creare un cortometraggio per lo show televisivo. Il cortometraggio fu chiamato Coffee and Cigarettes ed era basato su poche inquadrature fisse, sull'uso del bianco e nero, e su dialoghi comici sul tema del caffè. Il secondo episodio fu girato nel 1989 mentre Jarmusch era a Memphis per le riprese del film Mystery Train, prendendo alcuni degli attori con cui stava lavorando, Cinqué Lee e Steve Buscemi nonché la sorella di Cinqué Lee, creò questa piccola scenetta sempre sul tema del caffè e sigaretta, chiamandola Coffee and Cigarettes: Memphis Version.
Nel 1992 girò il terzo cortometraggio Coffee and Cigarettes: Somewhere in California che vinse la Palma d'Oro al Festival di Cannes del 1993 come miglior cortometraggio.
Infine nel 2003 concluse il suo progetto girando gli altri episodi che riuniti insieme formarono il film Coffee and Cigarettes.

## Trama

### Strano conoscersi
Due uomini, un italiano (Roberto Benigni) e uno statunitense (Steven Wright) che apparentemente non si conoscono, siedono assieme in un bar, bevendo un'enorme quantità di caffè, e parlando di nulla in un dialogo surreale, scambiandosi il posto a sedere, impressioni e opinioni sul caffè e sigarette, e infine addirittura i rispettivi appuntamenti.

### Gemelli
Due gemelli sui vent'anni, fratello e sorella, incontrano a Memphis un bizzarro cameriere che racconta la storia di Elvis Presley dicendo che egli aveva un fratello gemello, che lo interpretava al posto suo.

### Da qualche parte in California
Due amici, che si scopre essere due musicisti (Iggy Pop e Tom Waits), in un bar della California parlano di Gianni e Pinotto, sigarette, musica e medicina.

### Queste ti uccideranno
Due anziani italoamericani parlano a vuoto, cercando di convincersi vicendevolmente e con linguaggio molto colorito che non si debba né fumare sigarette né bere troppo caffè.

### Renée
Una bella donna in minigonna e calze nere siede sola in una caffetteria, fumando e sfogliando un catalogo di pistole, e tentando con scarsi risultati di liquidare il cameriere che continua a offrirle altro caffè facendo avanti e indietro dal bancone.

### Nessun problema
Incontro tra due amici, entrambi afroamericani. Accompagnati da un sottofondo musicale bevono caffè, fumano sigarette e quasi litigano perché non riescono a capire quale sia il motivo del loro incontro.

### Cugine
Due cugine si incontrano nella sala caffè di un lussuoso hotel dopo molti anni di lontananza: una è un'elegante attrice di successo, l'altra una spiantata, fidanzata con un musicista rock di fama incerta. Le due donne discutono del loro rapporto, manifestando una palpabile insofferenza reciproca mascherata dalla cortesia dovuta alle circostanze.

### Jack mostra a Meg la sua bobina di Tesla
Jack e Meg White parlano di fisica e di elettroconduzione seduti al tavolo di un bar, e Jack esalta la figura dello scienziato e inventore serbo Nikola Tesla, tanto da aver cercato di emularlo costruendo un trasformatore a serpentina per alte frequenze con elevatore di tensione, una bobina di Tesla. Entusiasta, lo mostra alla ragazza, ma qualcosa non funziona e il meccanismo si ferma fino a quando è la ragazza stessa a indicargli il problema. Soddisfatto, Jack torna a casa per ripararlo.

### Cugini?
Due attori di media fama si danno appuntamento in un bar di Los Angeles, lo scopo dell'incontro è incerto, ma presto Alfred comunica a Steve di aver scoperto di avere un avo in comune, e che dunque sono cugini. Alfred cerca di convincere l'uomo a stabilire un rapporto di amicizia, o parentale, che porterebbe a entrambi vantaggi personali e lavorativi, ma soprattutto affettivi, ma Steve rifiuta l'avvicinamento. Se ne pentirà subito dopo, quando capirà che la sua scortesia gli ha fatto perdere una grande occasione professionale.
All'inizio della scena Alfred dice a Steve di aver ordinato per entrambi del tè. Vengono interrotti solo una volta da un'ammiratrice di Steve che chiederà a lui un autografo, ignorando quasi del tutto Alfred. Inoltre, Alfred accetta una sigaretta offertagli da Steve, ma non la fuma affermando di conservarla per dopo.

### Delirio
Due musicisti hip hop del gruppo Wu-Tang Clan (RZA e GZA) si trovano al bar a parlare di medicina alternativa, quando scoprono che a servirgli il loro tè è Bill Murray, patologicamente nevrotico a causa dell'eccessivo consumo di caffè.

### Champagne
Due anziani, addetti alle pulizie in un bar, lavoratori e fieramente proletari, parlano durante la pausa: uno dei due si dice distaccato dal mondo. Seguono discorsi a ruota libera su champagne, la Parigi degli anni venti, Joséphine Baker, il Moulin Rouge, le teorie di Nikola Tesla, la New York della fine degli anni settanta.

## Colonna sonora
| Titolo                             | Artista                                                                                   |
| ---------------------------------- | ----------------------------------------------------------------------------------------- |
| Louie, Louie                       | Richard Berry and the Pharoahs                                                            |
| Nappy Dugout                       | Funkadelic                                                                                |
| Crimson and Clover                 | Tommy James and the Shondells                                                             |
| Down on the Street                 | The Stooges                                                                               |
| Nimblefoot Ska                     | The Skatalites                                                                            |
| Baden Baden                        | Modern Jazz Quartet                                                                       |
| Hanalei Moon                       | Jerry Byrd                                                                                |
| Fantazia 3 in G minor              | Composta da Henry Purcell ed eseguita da Fretwork                                         |
| Saw Sage                           | Tom Waits                                                                                 |
| A Joyful Process                   | Funkadelic                                                                                |
| Louie, Louie                       | Iggy Pop                                                                                  |
| Ich bin der Welt abhanden gekommen | Composta da Gustav Mahler, proposta in un'esecuzione con Janet Baker come soprano solista |

## Dettagli
I primi tre episodi del film sono usciti separatamente come cortometraggi:
- 1986: Coffee and cigarettes, con Roberto Benigni, Steven Wright
- 1989: Coffee and cigarettes: Memphis Versions, con Steve Buscemi, Cinqué Lee
- 1993: Coffee and cigarettes: Somewhere in California, con Tom Waits, Iggy Pop

Alcuni richiami estetici sono ripetuti in tutti gli undici cortometraggi. Oltre all'assidua presenza di una ripresa dall'alto di un tavolo con almeno due tazze e sigarette, in ogni film si possono riconoscere degli oggetti con fantasia a scacchi.